# Free Software Directory
De Free Software Directory is een website opgericht door de Free Software Foundation (FSF) en de UNESCO. Het biedt een overzicht van vrije software, met name software voor vrije besturingssystemen, zoals Linux en BSD. Voordat besloten wordt tot de opname van een programma in de Free Software Directory, wordt nagegaan of de aangeduide licentie wel degelijk de juiste licentie is.